# Daryāpur
Daryāpur är en ort i Indien.   Den ligger i distriktet Amravati och delstaten Maharashtra, i den centrala delen av landet, 900 km söder om huvudstaden New Delhi. Daryāpur ligger 287 meter över havet och antalet invånare är 35 782.
Terrängen runt Daryāpur är mycket platt. Runt Daryāpur är det ganska tätbefolkat, med 222 invånare per kvadratkilometer. Det finns inga andra samhällen i närheten. Trakten runt Daryāpur består till största delen av jordbruksmark.